# Dégivrage (meuble frigorifique)
Pour les articles homonymes, voir Dégivrage.

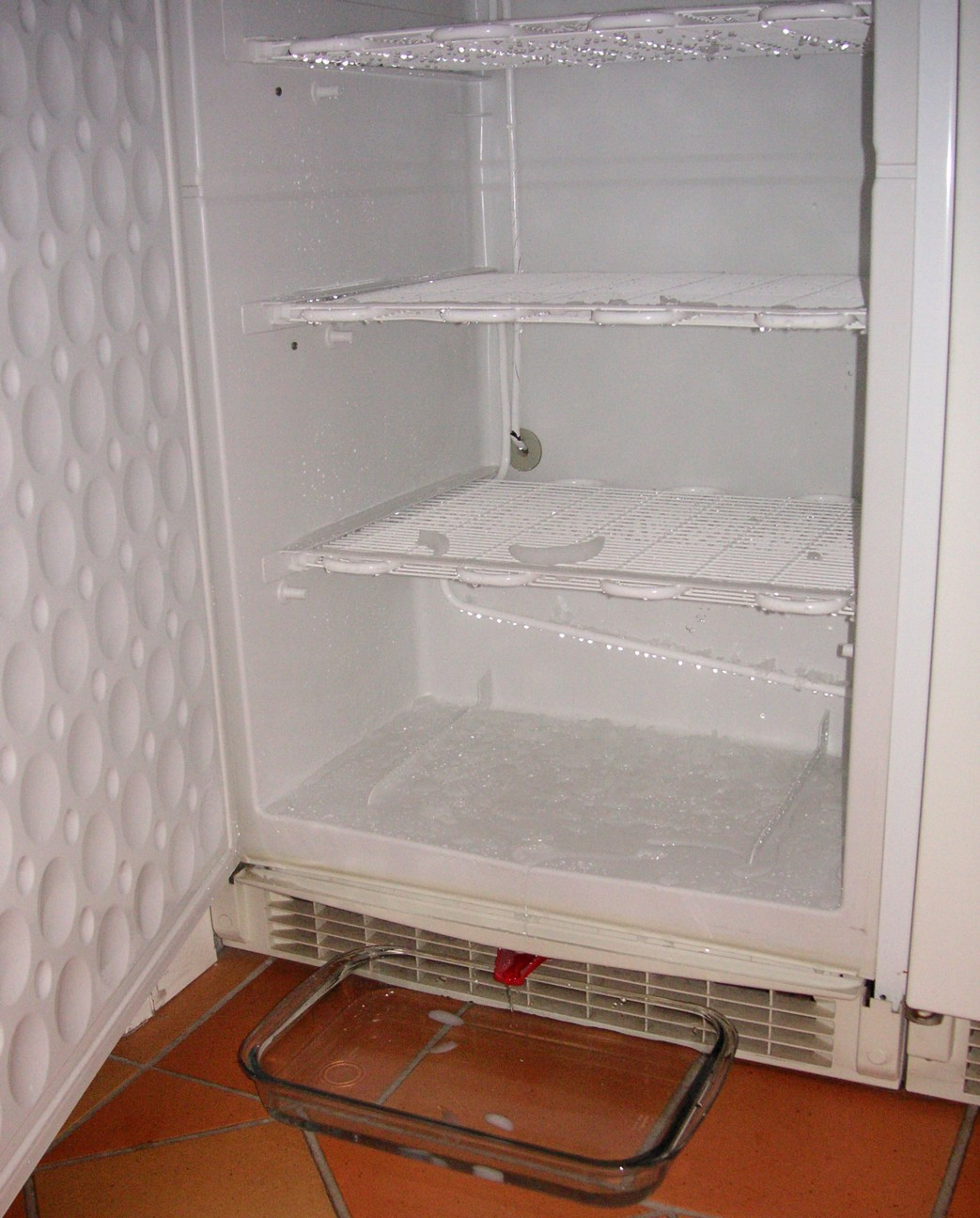
Dégivrage manuel d'un congélateur

Le dégivrage est le processus d'élimination du givre, de la neige ou de la glace d'un meuble frigorifique.

## Objectif
Une procédure de dégivrage est généralement effectuée périodiquement sur les réfrigérateurs et les congélateurs pour maintenir leur efficacité de fonctionnement.
Au fil du temps, à mesure que la porte s'ouvre et se ferme, laissant entrer de l'air neuf, la vapeur d'eau de l'air se condense sur les éléments de refroidissement du meuble. La glace qui en résulte empêche le transfert de chaleur, ce qui augmente la consommation électrique et donc les coûts de fonctionnement. De plus, à mesure que la glace s'accumule, l'espace disponible pour le stockage des aliments se réduit.

## Méthodes
Trois méthodes de dégivrage sont les plus connues :
- le dégivrage manuel ;
- le dégivrage semi-automatique : le lancement du dégivrage nécessite l'intervention d'une personne[1] ;
- le dégivrage automatique : aucune intervention n'est nécessaire.